# Nnelg
Nnelg (Amsterdam, 1994) is een Nederlands rapper. Tot midden 2022 noemde hij zich Yung Nnelg. Zijn echte naam is Glenn Abrokwa.
Hij is van Ghanese komaf en groeide op in Gein met uitstapjes naar de honingraatflats in Amsterdam-Zuidoost.

## Opleiding
In afwijking van het merendeel van de ouders in zijn omgeving, schreven de ouders van Nnelg hem in op een middelbare school in Weesp. Zij zochten aldaar wat zijzelf ook hadden gezocht: een volgende generatie moest het beter hebben dan de vorige. Na die middelbare school begon hij aan een studie commerciële economie, maar die liet hij rusten vanwege zijn ommezwaai naar muziek.

## Cultuur en activiteiten
Een docent van de basisschool en een religieuze levensstructuur (Ghanese kerk) hielpen hem vooruit. Pas via die middelbare school reikte zijn wereld verder dan Amsterdam-Zuidoost alleen, ook vanwege culturele uitstapjes met die school naar bijvoorbeeld NEMO Science Museum, maar ook op eigen initiatief naar Stedelijk Museum Amsterdam en Rijksmuseum Amsterdam.
De naam Nnelg en ook de naam van het collectief Smib kwam voort uit een tijd dat Nnelg alles omdraaide; Nnelg is een omkering van zijn voornaam, Smib van Bims, slang voor Bijlmermeer. Als liefhebberij bokst Nnelg.

## Discriminatie
Er waren ook negatieve kanten zoals de onderlinge discriminatie tussen bewoners van Surinaamse en Antilliaanse afkomst tegenover bewoners van Afrikaanse komaf.

## Discografie
- 2014: What else (kon optreden in het voorprogramma van De Jeugd van Tegenwoordig)
- 2016: FoxP2 (album met Bokoesam en Willie Wartaal)[2]
- 2017: Contra (ep, 1 week in de Album Top 100), uitgebracht door Sony
- 2017: Serena (ep; vernoemd naar tennisster Serena Williams), uitgebracht door Sony
- 2018: (samen met Jacin Trill en Bokoesam) Vanaf het begin
- 2020: Balans (debuutalbum)
- 2022: Ghana must go (ep; titel verwijst naar gedwongen vertrek van duizenden/miljoenen Ghanese gastarbeiders uit Nigeria[3])
- 2023: Ik zie je (album met als roll-out de opkomst van de fictieve politieke partij "Zie"; hierbij werden ook de al langer bekende "Vote for Nnelg"-T-shirts uitgebracht in samenwerking met Sumibu)

### Balans
Na zijn extended plays uit 2017 kwam zijn loopbaan op gang, mede door de optredens. De uitgifte van een debuutalbum werd vertraagd door verschillen van inzicht met zijn toenmalige platenlabel. Verder kreeg hij nogal wat commentaar van collegarapper Willem uit The Opposites. Nnelg moest bij zichzelf te rade gaan, hoe verder. Het resulteerde in Balans, een verwijzing naar de combinatie oud en nieuw werk. Het album stond één week in de Album Top 100.

### Ik zie je
In 2023 werd zijn album Ik zie je uitgegeven. Nnelg mocht tegelijkertijd in het Amsterdam Museum een expositie inrichten, die dezelfde naam kreeg. De titel is geïnspireerd op juist het gebrek daaraan in wijken zoals de Bijlmermeer. In Nnelgs ogen worden de problemen van ouders en kinderen onvoldoende ingezien. Ouders zijn vanwege allerlei omstandigheden meer bezig met rondkomen en hebben daardoor minder tijd voor hun kinderen dan zou moeten en zij zouden willen. Hetzelfde geldt op scholen, waar onderwijzers te veel neventaken krijgen toebedeeld.
Het album werd opgenomen in een geluidsstudio op Vlieland. Ook daarbij werd een min of meer strak regime aangehouden, slapen op een schip, opstaan naar de studio en ’s avonds weer terug naar het schip. De keus voor Vlieland viel nadat hij er al eerder een schrijverskamp was geweest met S10.
Voor de tentoonstelling liet hij zich inspireren door de kunst gebruikt bij de muziekalbums van bijvoorbeeld Kanye West voor diens omslag. Ook de ontwerper Virgil Abloh van Louis Vuitton was van invloed op hem ("Je moet je eigen cheerleader zijn"). Andere inspiratie haalde hij van Tumblr. Zelf kwam hij voor die expositie met een jas gemaakt in samenwerking met ByBorre, die teruggrijpt op Nnelgs leven. Zo zijn er in de jas postcodes verwerkt, waar Nnelg gewoond heeft en naar het volk Ashanti uit Ghana. De expositie liep van 16 tot 29 april 2023.